# Нокуев
Нокуев — остров у северо-восточного побережья Кольского полуострова, в административном отношении на территории Ловозерского района Мурманской области.

## История
Прежние названия острова — Нагель и Наголь.
Русским промышленникам, по-видимому, остров был известен с XV — начала XVI веков. Вблизи Нокуева в 1553—1554 зимовали два судна (из трёх) экспедиции Хью Уиллоуби (Виллоуби), экипажи которых здесь погибли. Напротив острова на материке в XVII веке располагалось становище Нокуево (2 избы), промысловое место семиостровских саамов.

## География
Остров расположен у входа в залив (губу) Ивановка и к северо-западу от Ивановского полуострова, на юге центральной части Баренцева моря. Нокуев находится на расстоянии примерно в 100 метров от материка.
Нокуев — остров неправильной овальной формы, вытянутый с севера на юг. Он расположен к северу от устья рек Дроздовка и Ивановка, к востоку от устья Варзины.
Протяжённсть острова с севера на юг составляет около 5,1 км, ширина до 2,6 км в центральной части. Наивысшая точка острова находится в северо-западной части — 144,9 метра над уровнем моря.
Западный берег омывается северо-восточной частью залива Дроздовка, северо-западный — восточной частью Западного Нокуевского залива. С другой стороны, восточное побережье острова омывается западной частью Восточного Нокуевского залива.
Берега Нокуева сильно изрезаны, с несколькими бухтами и узким мысом на западе центральной части. Вдоль них есть несколько островков и безымянных скал (особенно в северной части и у входа в залив на юго-востоке). Остров усеян небольшими озёрами (самое большое, длинное и узкое, находится в центре), а также есть несколько коротких ручьёв.
В северной части Нокуева, на высоте 59,8 метра над уровнем моря, находится маяк. Есть также шесть точек геодезической триангуляции, разбросанных по другим холмам острова.
Ближайшие населённые пункты — нежилые села Варзино и Дроздовка.

## Соседние острова
Помимо окружающих его небольших безымянных островов, в окрестностях Нокуева находятся:
- Остров Лудка, расположенный в 1,2 км к западу от узкого мыса Нокуева, как следует из названия, представляет собой небольшой луда (скалистый островок без растительности). Длина острова около 130 метров. Он расположен в устье бухты Дроздовка и к востоку от бухты Варзина (68°23′09″ с. ш. 38°24′26″ в. д.HGЯO).
- Остров Китай, в 4,9 км к северо-западу от Нокуева, расположен в западной оконечности Западно-Нокуевского залива и у входа в небольшую бухту Круглая (68°24′51″ с. ш. 38°20′17″ в. д.HGЯO). Известен с XVI века. Происхождение названия не ясно. Описан и нанесён на карту Литке Ф. П. в июле 1822 года. Остров имеет длину около 720 метров и ширину около 480 метров. в юго-западной части. Есть точка геодезической триангуляции. Наибольшая высота, по разным данным, достигает от 41,5 до 36 метров над уровнем моря[5].
- Безымянный остров находится в 4,5 км к востоку от Нокуева (68°22′16″ с. ш. 38°37′19″ в. д.HGЯO). Он имеет овальную форму с очень изрезанными берегами. Длина около 630 метров и ширина около 560 метров. Максимальная высота — 26,8 м над уровнем моря[2].